# Liste der Baudenkmale in Lüdershagen
In der Liste der Baudenkmale in Lüdershagen sind alle Baudenkmale der Gemeinde Lüdershagen im Landkreis Vorpommern-Rügen und ihrer Ortsteile aufgelistet. Grundlage ist die Veröffentlichung der Denkmalliste des Landkreises Vorpommern-Rügen, Auszug aus der Kreisdenkmalliste vom Juli 2012.

## Lüdershagen
| ID  | Lage                     | Bezeichnung                            | Beschreibung | Bild           |
| --- | ------------------------ | -------------------------------------- | ------------ | -------------- |
| 584 | Bei der Kirche (Karte)   | Kirche mit Friedhof und Feldsteinmauer |              | Weitere Bilder |
| 582 | Bei der Kirche 1 (Karte) | Wohnhaus                               |              |                |
| 585 | Dorfstraße               | Kriegerdenkmal                         |              |                |
| 583 | Dorfstraße 4 (Karte)     | Gedenkstein Thomas Müntzer             |              |                |

## Kronsberg
| ID  | Lage                  | Bezeichnung | Beschreibung | Bild |
| --- | --------------------- | ----------- | ------------ | ---- |
| 544 | Waldstraße 11 (Karte) | Wohnhaus    |              |      |

## Quelle
- Denkmalliste des Landkreises Vorpommern-Rügen